# Franz Kiggelaer
Franz Kiggelaer (1648 – 1722) byl nizozemský botanik.

## Život a kariéra
Franz Kiggelaer byl správcem zahrad Simona van Beaumonta v Leidenu. Roku 1690 publikoval knihu Horti Beaumontiani: Exoticarum Plantarum Catalogus... - katalog rostlin v těchto zahradách.
Spolu s Frederikem Ruyschem dokončil první svazek Commelinova Horti medici Amstelodamensis rariorum.
Carl von Linné po něm pojmenoval rod Kiggelaria z čeledi Achariaceae.

## Dílo
- Horti Beaumontiani: Exoticarum Plantarum Catalogus... (1690)